# Xin một lần yêu nhau
Xin một lần yêu nhau là một vở tuồng cải lương Việt Nam, được phỏng tác theo tiểu thuyết Trà hoa nữ của đại văn hào Pháp Alaxandre Dumas "con", được xem là một trong những vở tuồng kinh điển. Soạn giả Nguyên Thảo là tác giả của vở tuồng này. Nhờ Xin một lần yêu nhau, tên tuổi của đôi đào – kép chánh là Minh Phụng – Lệ Thủy đã vụt sáng trở thành hai ngôi sao sáng chói của sân khấu cải lương.

## Nội dung
10 năm trước, hai gia đình họ Âu và Hồ kết thân với nhau và có lời đính ước cho hai đứa trẻ Âu Thiên Vũ và Hồ Như Thủy sau này sẽ nên vợ chồng. Thời gian trôi qua, nhà họ Hồ giờ đã là quan Tri phủ Kiến An, khi họ Âu đem sính lễ tới cầu hôn thì bị nhà họ Hồ bội ước và đuổi về. Tuy vậy, Âu Thiên Vũ và Hồ Như Thủy vẫn giữ vẹn tình xưa và đau khổ vì sự chia rẽ của hai gia đình.
Công tử Chiêu Nhật Nam từ Tứ Xuyên tới Kiến An hỏi vợ, người đó không ai khác là Hồ Như Thủy. Cùng lúc đó, Âu Thiên Vũ đánh vào phủ quan để cướp lại người yêu dấu nhưng bị bắt vì sự phản bội của thuộc hạ.
Để giữ lấy mạng sống của Âu Thiên Vũ, Hồ Như Thủy buộc phải xuống tay biến anh thành người tàn phế và chấp nhận lấy Chiêu Nhật Nam.
Ngày Hồ Như Thủy lên kiệu hoa theo chồng về xứ lạ, khi đi ngang qua một ngôi chùa cũ, nàng vô tình gặp lại Âu Thiên Vũ mà không nhận ra anh – giờ chẳng khác nào người ăn mày. Kiệu hoa bị cướp, Âu Thiên Vũ xả thân xông vào cứu và bị trọng thương. Trong hơi thở thoi thóp, Âu Thiên Vũ chỉ xin nghe lại lần cuối bài hát kỷ niệm của anh và Hồ Như Thủy.

## Phân vai gốc
- Minh Phụng (vai Âu Thiên Vũ)
- Lệ Thủy (vai Hồ Như Thủy)
- Minh Vương (vai Dư Hải Long)
- Phượng Liên (vai Hạ Cơ)
- Dũng Thanh Lâm (vai Chiêu Nhật Nam)
- Diệp Lang (vai Hồ Diên Trúc)